# Plagiotremus iosodon
Plagiotremus iosodon es una especie de pez de la familia Blenniidae en el orden de los Perciformes.

## Reproducción
Es ovíparo.

## Hábitat
Es un pez de mar y de clima tropical que vive entre 3-9 m de profundidad.

## Distribución geográfica
Se encuentra en el Pacífico occidental central.